# 上菅谷站
上菅谷站（日语：／ Kamisugaya eki */?）是位於日本茨城縣那珂市菅谷，屬於東日本旅客鐵道（JR東日本）水郡線的鐵路車站。本站是那珂市的代表站，水郡線本線與常陸太田支線（常陸太田站方向）在此站分岔。

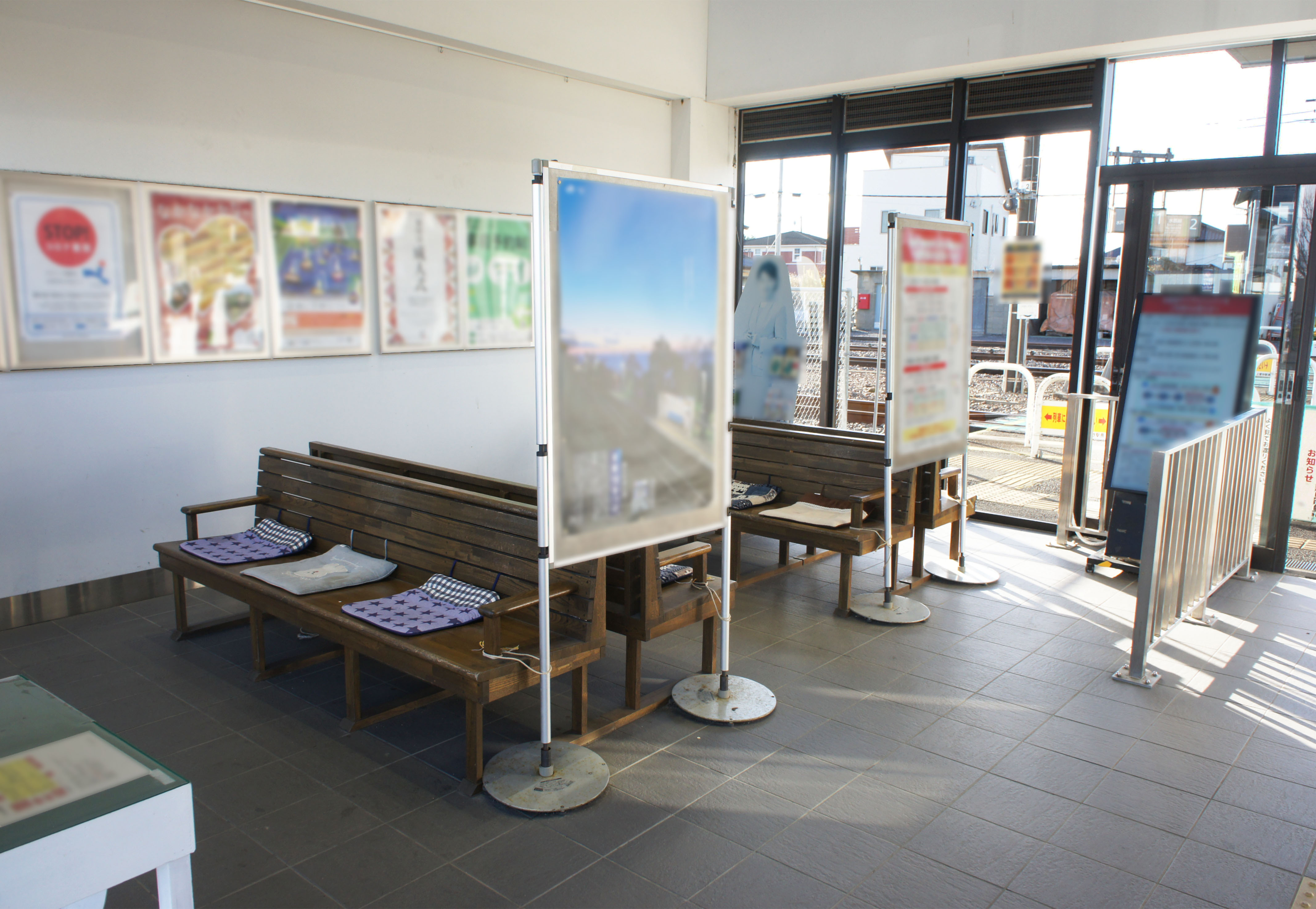
候車室(2021年12月)

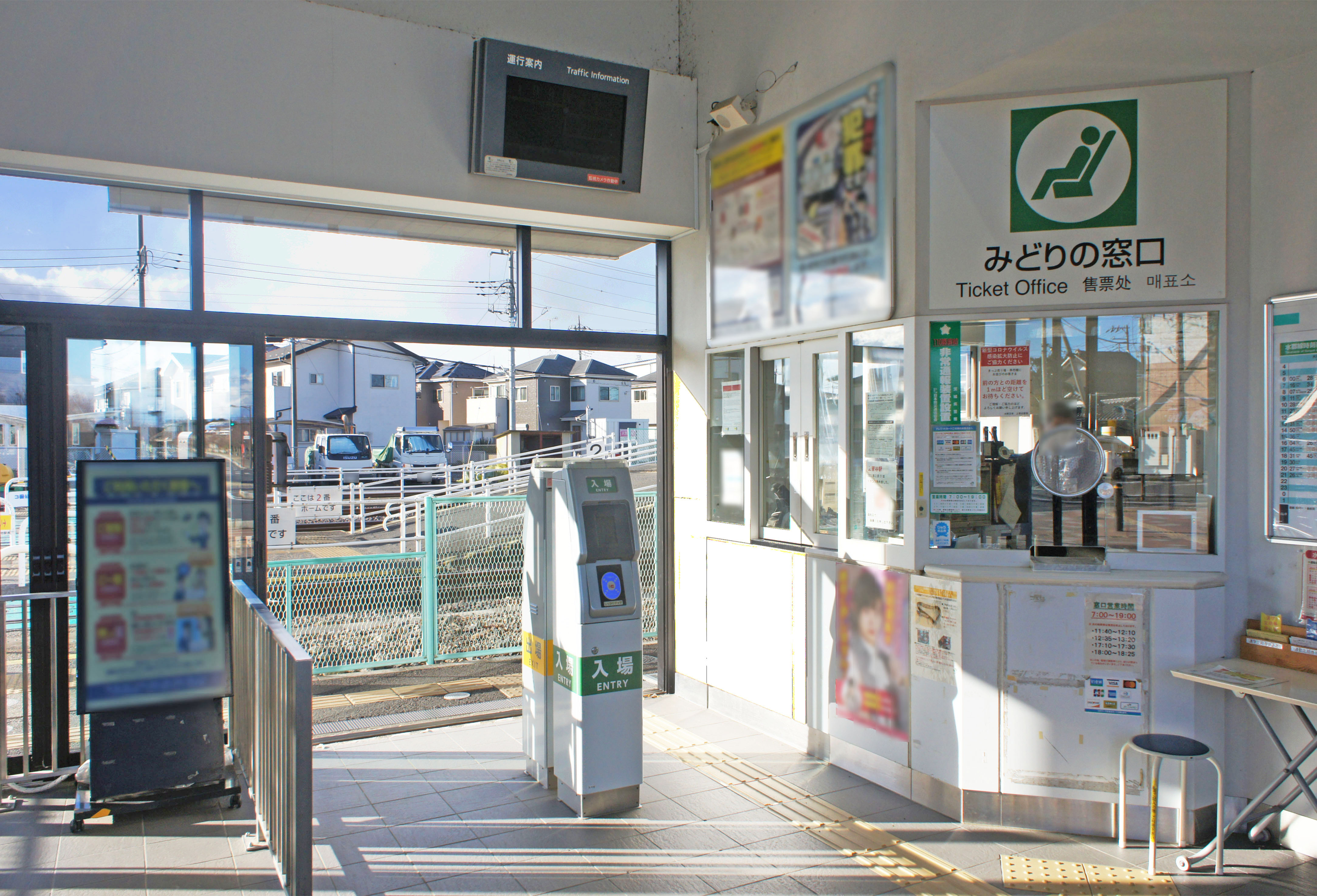
驗票口(2021年12月)

## 車站構造

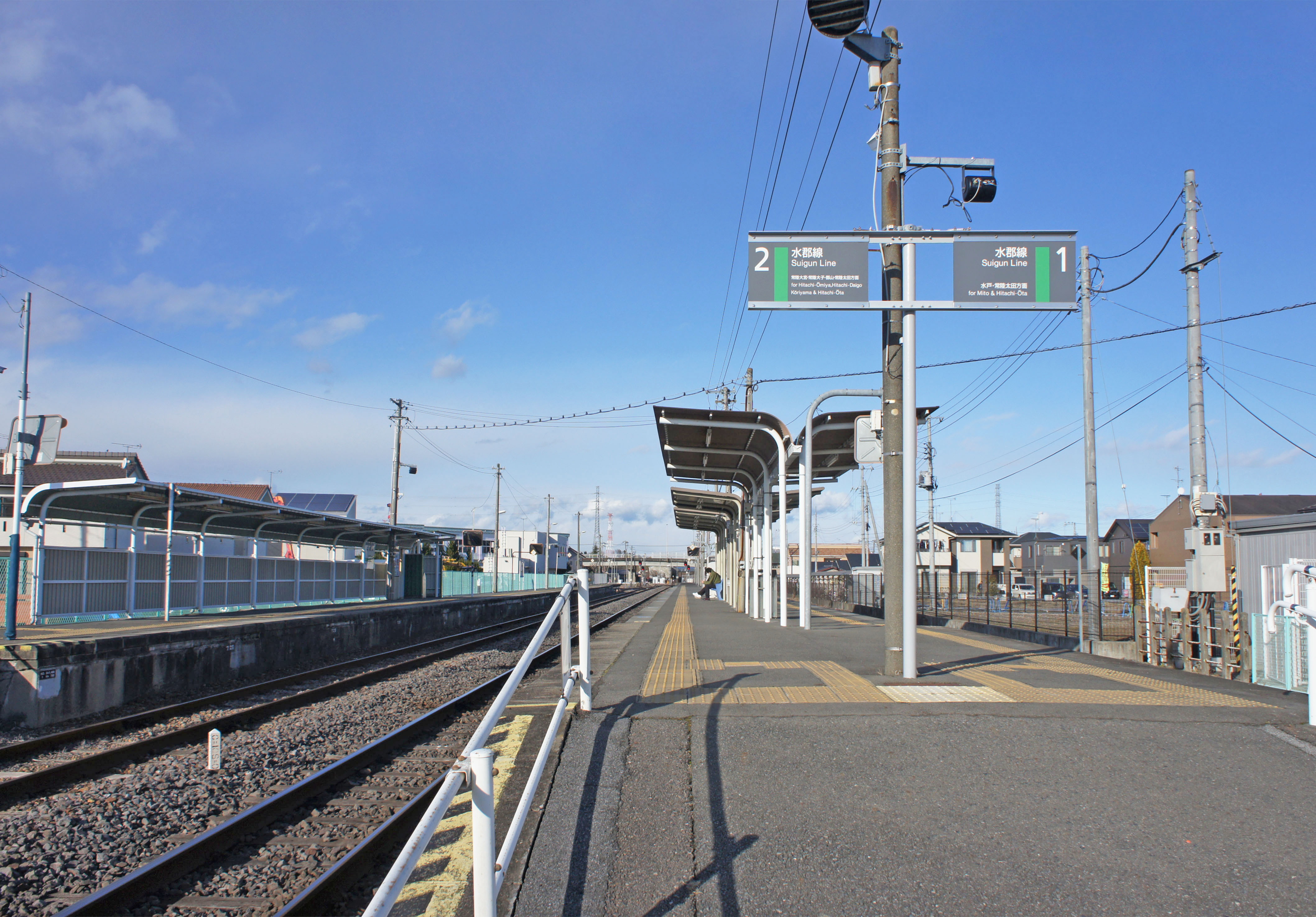
月台(2021年12月)

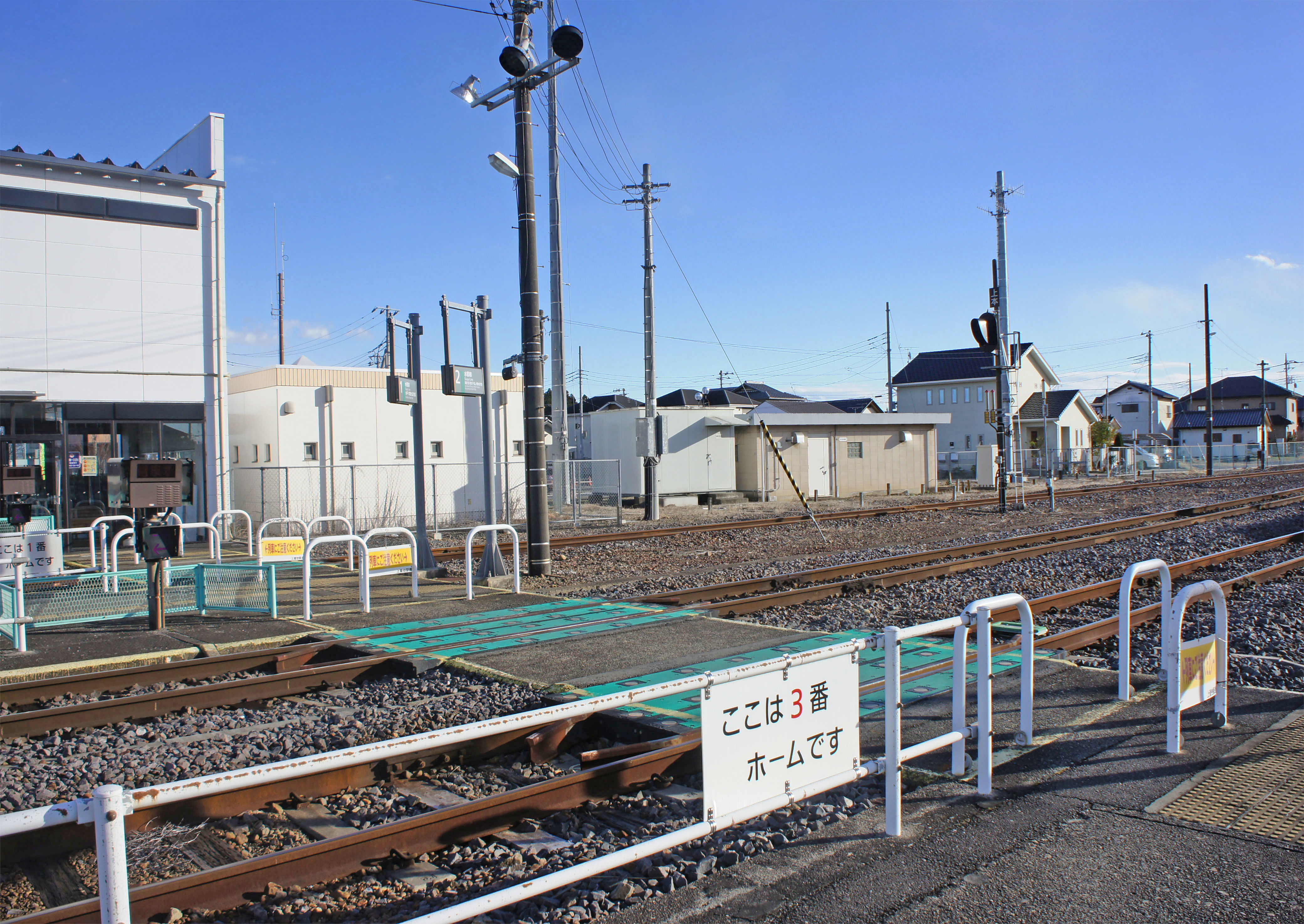
平交道(2021年12月)

站房側起島式月台1面2線（1、2號月台）與側式月台1面1線（3號月台），合計2面3線的地面車站。月台與站房間在中菅谷側設有站內平交道。構內有並排側線。

### 月台配置
| 月台  | 路線    | 路線 | 方向 | 目的地             |
| ----- | ------- | ---- | ---- | ------------------ |
| 1 - 3 | ■水郡線 | 支線 | 下行 | 常陸太田方向       |
| 1・3  | ■水郡線 | 本線 | 上行 | 水戶方向           |
| 2     | ■水郡線 | 本線 | 下行 | 常陸大子、郡山方向 |

（來源：JR東日本:車站構內圖）

## 使用情況
根據JR東日本，2019年（令和元年）度1日平均上車人次為734人。
近年的推移如下表。
| 上車人次推移       | 上車人次推移     | 上車人次推移    |
| 年度               | 1日平均 上車人次 | 來源            |
| ------------------ | ---------------- | --------------- |
| 2000年（平成12年） | 854              | [ 利用客数 2 ]  |
| 2001年（平成13年） | 837              | [ 利用客数 3 ]  |
| 2002年（平成14年） | 791              | [ 利用客数 4 ]  |
| 2003年（平成15年） | 764              | [ 利用客数 5 ]  |
| 2004年（平成16年） | 775              | [ 利用客数 6 ]  |
| 2005年（平成17年） | 763              | [ 利用客数 7 ]  |
| 2006年（平成18年） | 754              | [ 利用客数 8 ]  |
| 2007年（平成19年） | 723              | [ 利用客数 9 ]  |
| 2008年（平成20年） | 676              | [ 利用客数 10 ] |
| 2009年（平成21年） | 653              | [ 利用客数 11 ] |
| 2010年（平成22年） | 660              | [ 利用客数 12 ] |
| 2011年（平成23年） | 632              | [ 利用客数 13 ] |
| 2012年（平成24年） | 648              | [ 利用客数 14 ] |
| 2013年（平成25年） | 660              | [ 利用客数 15 ] |
| 2014年（平成26年） | 696              | [ 利用客数 16 ] |
| 2015年（平成27年） | 734              | [ 利用客数 17 ] |
| 2016年（平成28年） | 737              | [ 利用客数 18 ] |
| 2017年（平成29年） | 765              | [ 利用客数 19 ] |
| 2018年（平成30年） | 762              | [ 利用客数 20 ] |
| 2019年（令和元年） | 734              | [ 利用客数 1 ]  |

## 相鄰車站
東日本旅客鐵道（JR東日本）
■水郡線
中菅谷－上菅谷－常陸鴻巢
■水郡線（常陸太田支線）
（本線中菅谷方向）－上菅谷－南酒出

### 使用情況
1. 1 2  . 東日本旅客鉄道.   [2020-07-16]. （原始内容存档于2020-07-10）.
2. ↑  . 東日本旅客鉄道.   [2019-02-28]. （原始内容存档于2019-03-27）.
3. ↑  . 東日本旅客鉄道.   [2019-02-28]. （原始内容存档于2019-03-27）.
4. ↑  . 東日本旅客鉄道.   [2019-02-28]. （原始内容存档于2019-04-02）.
5. ↑  . 東日本旅客鉄道.   [2019-02-28]. （原始内容存档于2019-03-27）.
6. ↑  . 東日本旅客鉄道.   [2019-02-28]. （原始内容存档于2019-03-27）.
7. ↑  . 東日本旅客鉄道.   [2019-02-28]. （原始内容存档于2019-04-02）.
8. ↑  . 東日本旅客鉄道.   [2019-02-28]. （原始内容存档于2019-04-02）.
9. ↑  . 東日本旅客鉄道.   [2019-02-28]. （原始内容存档于2019-04-02）.
10. ↑  . 東日本旅客鉄道.   [2019-02-28]. （原始内容存档于2019-02-22）.
11. ↑  . 東日本旅客鉄道.   [2019-02-28]. （原始内容存档于2019-04-02）.
12. ↑  . 東日本旅客鉄道.   [2019-02-28]. （原始内容存档于2019-04-02）.
13. ↑  . 東日本旅客鉄道.   [2019-02-28]. （原始内容存档于2019-03-27）.
14. ↑  . 東日本旅客鉄道.   [2019-02-28]. （原始内容存档于2019-04-02）.
15. ↑  . 東日本旅客鉄道.   [2019-02-28]. （原始内容存档于2017-02-08）.
16. ↑  . 東日本旅客鉄道.   [2019-02-28]. （原始内容存档于2019-03-27）.
17. ↑  . 東日本旅客鉄道.   [2019-02-28]. （原始内容存档于2019-03-23）.
18. ↑  . 東日本旅客鉄道.   [2019-02-28]. （原始内容存档于2019-03-27）.
19. ↑  . 東日本旅客鉄道.   [2019-02-28]. （原始内容存档于2019-03-25）.
20. ↑  . 東日本旅客鉄道.   [2019-07-21]. （原始内容存档于2019-07-05）.

## 外部連結
- 車站資訊（上菅谷）：東日本旅客鐵道